# 練習曲作品25-11 (ショパン)
練習曲作品25第11番（れんしゅうきょくさくひん25だい11ばん、通し番号:第23番）別名『木枯らし』（こがらし）は、1836年にフレデリック・ショパンによって作曲されたピアノ独奏曲。1837年に初めて「練習曲集作品25」のうちの一曲としてフランス、ドイツ、イギリスで発刊された。フランス版では拍子記号において（4/4拍子）で表されているが、原稿とドイツ版では共に（2/2拍子）で表されている。なおメロディーを特徴付ける最初の4小節は、発表前に友人であるチャールズ・A.ホフマンの助言で付け加えられた。

## 概要
この曲はピアニストにとって不可欠の技能である、持久力、器用さ、技巧を鍛える練習曲である。曲の最初はゆっくりとした主旋律のイントロダクションで始まり、その後の第一主題は荒々しく流れ落ちる16分音符の6連符と左手の跳躍で構成される。第二主題はそのままハ長調に移行して落ち着き、まもなく第一主題を反復する。フォルティッシモのコーダで終幕へ向かい、最後に主題の提示で終わる。

## 使われた作品など
- テレビドラマ
  - スチュワーデス物語 - 堀ちえみ、風間杜夫、片平なぎさなどが出演していた、1983年、TBS/大映テレビ制作のこのドラマで劇中イメージ曲として使われた。風間杜夫演じるスチュワーデス訓練教官・浩の恋人の真理子役の片平なぎさがピアニスト役だったがスキー事故で両手を失いピアニスト人生を絶たれ、浩がはその責任を感じていたという設定。片平なぎさと風間杜夫のシーンで特に使われた。
- テレビアニメ
  - 丸出だめ夫 - 第34話「幸せは歩いてくるよ夢の中」でだめ夫が優等生になった夢で体育館でリサイタルを行なったシーンに使われた。
  - 蒼穹のファフナー EXODUS - 第1話「来訪者」で使用された。『Original Soundtrack vol.1』には『誇り』という曲名で収録されている。
  - 四月は君の嘘 - 第8話に出てくる登場人物が演奏した曲。
- 映画
  - グリーンブック - 終盤で主人公のピアニストが安酒場のおんぼろピアノで弾く曲。